# Clusia longipes
Clusia longipes är en tvåhjärtbladig växtart som först beskrevs av Adolpho Ducke, och fick sitt nu gällande namn av Bittrich. Clusia longipes ingår i släktet Clusia och familjen Clusiaceae. Inga underarter finns listade i Catalogue of Life.